# Debbie Allen
Debbie Allen, pseudonimo di Deborah Kaye Allen (Houston, 16 gennaio 1950), è un'attrice, ballerina, coreografa, regista e produttrice televisiva statunitense, nota al grande pubblico per la sua interpretazione della professoressa di danza Lydia Grant nel film Saranno famosi e nell'omonima serie televisiva, vincitrice di due Emmy Awards e un Golden Globe. È anche conosciuta per aver interpretato Catherine Avery in Grey's Anatomy.

## Biografia
Ultima di quattro figli, sorella di Phylicia Rashād, si è laureata presso la Howard University in letteratura greca. Seguendo la personale passione per la danza, ha debuttato nel 1980 a Broadway, in una rappresentazione di West Side Story, che l'ha condotta alla candidatura ai Tony Awards. Notata dal regista Alan Parker, le è stato affidato il ruolo dell'insegnante di danza nella scuola per giovani artisti in Saranno famosi.

## Filmografia

### Attrice

#### Cinema
- Basket Music (The Fish That Saved Pittsburgh), regia di Gilbert Moses (1979)
- Saranno famosi (Fame), regia di Alan Parker (1980)
- Ragtime, regia di Miloš Forman (1981)
- Jo Jo Dancer, Your Life Is Calling, regia di Richard Pryor (1986)
- Ho trovato un milione di dollari (Blank Check), regia di Rupert Wainwright (1994)
- Fame - Saranno famosi (Fame), regia di Kevin Tancharoen (2009)

#### Televisione
- Good Times – serie TV, episodi 3x17, 3x18 (1976)
- Radici - Le nuove generazioni (Roots: The Next Generations) – serie TV, episodio 1x06 (1979)
- Love Boat (The Love Boat) – serie TV, episodi 2x22, 6x18, 6x19 (1979-1983)
- Saranno famosi (Fame) – serie TV, 136 episodi (1982-1987)
- I Robinson (The Cosby Show) – serie TV, episodio 5x09 (1988)
- In viaggio nel tempo (Quantum Leap) – serie TV, episodio 3x14 (1991)
- Tutti al college (A Different World) – serie TV, episodi 4x13, 5x12, 6x01 (1991-1992)
- Il tocco di un angelo (Touched by an Angel) – serie TV, episodio 3x04 (1996)
- Cosby – serie TV, episodio 2x08 (1997)
- The Division – serie TV, episodio 3x3 (2003)
- Grey's Anatomy – serie TV, 66 episodi (2011-in corso)
- Jane the Virgin – serie TV, episodio 2x21 (2016)
- A casa di Raven (Raven's Home) – serie TV, episodio 2x16 (2018)
- S.W.A.T. – serie TV, 10 episodi (2018-2019)
- Grace and Frankie – serie TV, episodio 6x08 (2020)
- Dance Dreams: Hot Chocolate Nutcracker - film tv, regia di Olivia Bokelberg (2020)

### Regista
- Grey's Anatomy - serie tv, vari episodi (2011-in corso)
- Natale in città con Dolly Parton (Dolly Parton's Christmas on the Square) (2020)

## Doppiatrici italiane
Nelle versioni in italiano dei suoi film, Debbie Allen è stata doppiata da:
- Alessandra Korompay in Grey's Anatomy
- Paila Pavese in Saranno famosi (stag. 1, 4)
- Serena Spaziani in Saranno famosi (stag. 2-3)
- Micaela Esdra in Saranno famosi (stag. 5-6)
- Vittoria Febbi in Fame
- Daniela Debolini in S.W.A.T.

Da doppiatrice, è stata sostituita da:
- Carolina Zaccarini ne La famiglia Proud: più forte e orgogliosa

## Riconoscimenti
- Premio Oscar
  - 2026 – Oscar alla carriera[1]